# Коутс, Элейна
Элейна Коутс (англ. Alaina Coates; род. 7 апреля 1995 года в Ирмо, штат Южная Каролина, США) — американская профессиональная баскетболистка, которая выступает в женской национальной баскетбольной ассоциации за клуб «Индиана Фивер». Была выбрана на драфте ВНБА 2017 года в первом раунде под общим вторым номером командой «Чикаго Скай». Играет на позиции центровой.

## Ранние годы
Элейна родилась 7 апреля 1995 года в небольшом городке Ирмо, в штате Южная Каролина, в семье Гэри и Памелы Коутс, у неё есть старший брат, Гэри, а училась там же в средней школе Датч-Форк, в которой выступала за местную баскетбольную команду.